# Kivinõmme
Kivinõmme − wieś w Estonii, w prowincji Virumaa Wschodnia, w gminie Illuka.